# Albert Frey
Albert Frey (Heidelberg, 16 febbraio 1913 – Heilbronn, 1º settembre 2003) è stato un militare tedesco, ufficiale delle Waffen-SS durante la seconda guerra mondiale.